# 三妻艳史
《三妻艳史》（英語：A Letter to Three Wives）是一部1949年美国浪漫剧情片，约瑟夫·曼凯维奇执导。它由约瑟夫·曼凯维奇和维拉·卡斯帕里改编自1945年的《柯夢波丹》上的一部同名小说。
该片为曼凯维奇赢得奥斯卡最佳导演奖和奥斯卡最佳改编剧本奖，此外也获得了奥斯卡最佳影片奖提名。

## 剧情
萝拉·梅·霍林斯瓦（Lora Mae Hollingswa，琳达·达内尔饰）、丽塔·菲利普斯（Rita Phipps，安·萨森饰）和黛博拉·毕肖普（Deborah Bishop，珍妮·奇莲饰）在野餐时收到一封署名艾迪·罗斯（Addie Ross）的信，信中说她即将和她们三人其中一位的丈夫私奔...